# Jennifer Rodriguez
Jennifer Rodriguez (Miami (Florida), 8 juni 1976) is een Amerikaanse voormalige langebaanschaatsster. Haar bijnaam is Miami Ice.

## Biografie
Rodriguez' grootste successen waren het winnen van het wereldkampioenschap sprint in 2005 en haar derde plaatsen op zowel de 1000 meter als de 1500 meter op de Olympische Winterspelen van 2002 in Salt Lake City. Rodriguez was gespecialiseerd in de 1000, 1500 en 3000 meter, wat haar naast een goed sprintster ook een goed allround-schaatsster maakte.
Jennifer Rodriguez nam drie keer deel aan het "Continentaal kampioenschap van Noord-Amerika & Oceanië" (het kwalificatietoernooi voor de WK Allround), in 1999, 2000 en 2001. In 1999 werd ze afgetekend eerste met vier afstandzeges, in 2000 werd ze derde en in 2001 weer eerste, ditmaal met drie afstandszeges. In 2002, 2003 en 2004 werd ze door de Amerikaanse bond aangewezen als deelneemster aan het WK Allround. Ze nam zeven keer deel aan het WK Allround. Zes keer eindigde ze in de top tien met als hoogste positie de vierde plaats in 2002 en 2004. Ze veroverde op dit kampioenschap zeven afstandmedailles, op de 500m goud in 2002, 2003, 2004, zilver in 1999 en 2001 en op de 1500m goud in 2004 en brons in 2002.
Na de Olympische Winterspelen van 2006 nam ze afscheid van het wedstrijdschaatsen.

### Comeback
Op 19 maart 2008 maakte Rodriguez haar comeback bekend. Sinds seizoen 2008/2009 neemt ze weer deel aan wedstrijden, en ze kwam uit op de Olympische Spelen in Vancouver in 2010. Tijdens de world cup-wedstrijd van 13 december 2008 in Nagano won ze de 1000 meter in 1.16,34.
Op 12 december 2009 reed zij tijdens de wereldbekerwedstrijden in Salt Lake City een nieuw Amerikaans record op de 1500 meter: 1.54,19. Na de Spelen in Vancouver stopte ze definitief.

## Trivia
Rodriguez was de vriendin van schaatser KC Boutiette. Het paar trouwde in 2002, maar in 2008 werd bekend dat zij gescheiden zijn.

## Records

### Persoonlijke records
| Afstand    | Tijd    | Datum            | Baan           |
| ---------- | ------- | ---------------- | -------------- |
| 500 meter  | 37,87   | 18 november 2005 | Salt Lake City |
| 1000 meter | 1.14,05 | 22 januari 2005  | Salt Lake City |
| 1500 meter | 1.54,19 | 12 december 2009 | Salt Lake City |
| 3000 meter | 4.04,99 | 10 februari 2002 | Salt Lake City |
| 5000 meter | 7.07,93 | 22 december 2001 | Salt Lake City |

#### Wereldrecords laaglandbaan (officieus)
| Nr. | Afstand    | Tijd    | Datum            | Baan   |
| --- | ---------- | ------- | ---------------- | ------ |
| 1.  | 1000 meter | 1.15,52 | 12 februari 2005 | Erfurt |

## Resultaten
| Jaar | CK N-Amerika | WK Allround | WK Sprint | WK Afstanden               | Olympische Spelen                            |
| ---- | ------------ | ----------- | --------- | -------------------------- | -------------------------------------------- |
| 1998 |              | 5e          |           | 6e 1500m 5e 3000m          | 8e 1500m 4e 3000m                            |
| 1999 | Goud         | 9e          | 13e       | 7e 1500m 8e 3000m          |                                              |
| 2000 | Brons        | nc16        |           | 7e 1500m 10e 3000m         |                                              |
| 2001 | Goud         | 9e          |           | 9e 1000m 5e 1500m 9e 3000m |                                              |
| 2002 |              | 4e          |           |                            | 1000m · 1500m · 7e 3000m                     |
| 2003 |              | 5e          | 5e        | 1000m · 1500m              |                                              |
| 2004 |              | 4e          | Brons     | 4e 1000m · 1500m           |                                              |
| 2005 |              |             | Goud      | 9e 500m · 5e 1000m · 1500m |                                              |
| 2006 |              |             | 7e        |                            | 11e 500m 10e 1000m 8e 1500m 5e achtervolging |
| 2007 |              |             |           |                            |                                              |
| 2008 |              |             |           |                            |                                              |
| 2009 |              |             | 17e       | 13e 1000m 6e achtervolging |                                              |
| 2010 |              |             |           |                            | 21e 500m 7e 1000m 18e 1500m 4e achtervolging |